# Бразо (Вісконсин)
Бразо (англ. Brazeau) — місто (англ. town) в США, в окрузі Оконто штату Вісконсин. Населення — 1340 осіб (2020).

## Демографія
Згідно з переписом 2010 року, у місті мешкали 1284 особи в 571 домогосподарстві у складі 388 родин. Було 1520 помешкань
Расовий склад населення:
| - 97,8 % — білих - 1,4 % — азіатів - 0,2 % — корінних американців |

До двох чи більше рас належало 0,5 %. Частка іспаномовних становила 0,2 % від усіх жителів.
За віковим діапазоном населення розподілялося таким чином: 17,4 % — особи молодші 18 років, 55,7 % — особи у віці 18—64 років, 26,9 % — особи у віці 65 років та старші. Медіана віку мешканця становила 51,0 року. На 100 осіб жіночої статі у місті припадало 104,5 чоловіків;  на 100 жінок у віці від 18 років та старших — 104,2 чоловіків також старших 18 років.
Середній дохід на одне домашнє господарство  становив 59 550 доларів США (медіана — 51 429), а середній дохід на одну сім'ю — 63 571 долар (медіана — 54 792). Медіана доходів становила 51 490 доларів для чоловіків та 34 750 доларів для жінок. За межею бідності перебувало 12,8 % осіб, у тому числі 15,5 % дітей у віці до 18 років та 14,6 % осіб у віці 65 років та старших.
Цивільне працевлаштоване населення становило 566 осіб. Основні галузі зайнятості: виробництво — 23,5 %, освіта, охорона здоров'я та соціальна допомога — 19,1 %, будівництво — 9,9 %, роздрібна торгівля — 8,7 %.